# Scenoma palaemon
Scenoma palaemon är en insektsart som beskrevs av Ronald Gordon Fennah 1969. Scenoma palaemon ingår i släktet Scenoma och familjen Tropiduchidae. Inga underarter finns listade i Catalogue of Life.